# Saint-Vidal
Saint-Vidal település Franciaországban, Haute-Loire megyében. Lakosainak száma 609 fő (2022. január 1.). Saint-Vidal Borne, Chaspuzac, Loudes, Polignac, Saint-Paulien és Sanssac-l’Église községekkel határos.

## Népesség
A település népessége az elmúlt években az alábbi módon változott:
| Lakosok száma | 236  | 278  | 319  | 434  | 559  | 584  | 603  | 610  | 610  | 609  |
|               | 1968 | 1982 | 1990 | 2006 | 2013 | 2015 | 2017 | 2019 | 2020 | 2022 |